# Edwin Honig
Edwin Honig (3 de septiembre de 1919 - 25 de mayo de 2011) fue un escritor, ensayista, poeta y traductor estadounidense. 
Ha sido profesor en las universidades de Harvard y de Brown. Destacan sus traducciones de literatos universales en lengua portuguesa y española como Fernando Pessoa, Federico García Lorca, Miguel de Cervantes, Lope de Vega, Pedro Calderón de la Barca y Miguel Hernández. Por dichos trabajos ha sido galardonado por la República Portuguesa en 1986 y por España en 1996.
Falleció en 2011, tras sufrir de mal de Alzheimer.